# Small Talk
«Small Talk» (с англ. — «Разговоры ни о чём») — песня американской певицы Кэти Перри, выпущенная 9 августа 2019 года. Соавтором трека выступил американский певец Чарли Пут.

## Релиз
В июле 2019 года Чарли Пут обмолвился, что имеет отношение к новому синглу Кэти Перри. 6 августа сама певица в своих соцсетях выкладывает небольшие отрывки текста песни.
7 августа 2019 года состоялся «Capitol Congress», где певице была вручена памятная доска за сто миллионов сертифицированных копий синглов в США от Американской ассоциации звукозаписывающих компаний, там же певица впервые исполнила данную песню. Официальная премьера сингла состоялась 9 августа.
16 августа певица представила вертикальное видео на песню эксклюзивно для Spotify.
20 августа песня была отправлена на радиостанции США.

## Список композиций
| №  | Название     | Длительность |
| -- | ------------ | ------------ |
| 1. | «Small Talk» | 2:41         |

| №  | Название                        | Длительность |
| -- | ------------------------------- | ------------ |
| 1. | «Small Talk» (Lost Kings Remix) | 2:52         |

| №  | Название                         | Длительность |
| -- | -------------------------------- | ------------ |
| 1. | «Small Talk» (White Panda Remix) | 3:12         |

| №  | Название                         | Длительность |
| -- | -------------------------------- | ------------ |
| 1. | «Small Talk» (Sofi Tukker Remix) | 3:11         |

## Чарты
| Чарт (2019)                                | Пиковая позиция |
| ------------------------------------------ | --------------- |
| Австралия (ARIA)                           | 33              |
| Бельгия/Фландрия (Ultratip Bubbling Under) | 9               |
| Бельгия/Валлония (Ultratip Bubbling Under) | 21              |
| Канада (Billboard Canadian Hot 100)        | 56              |
| Китай (Billboard)                          | 13              |
| Чехия (Singles Digitál Top 100)            | 41              |
| Ирландия (IRMA)                            | 36              |
| Нидерланды (Single Top 100)                | 86              |
| Мексика (Billboard)                        | 36              |
| Новая Зеландия (RMNZ Hot Singles)          | 1               |
| Португалия (AFP)                           | 93              |
| Шотландия (OCC Scotland)                   | 18              |
| Словакия (Rádio — Top 100)                 | 64              |
| Словакия (Singles Digitál Top 100)         | 33              |
| Швеция (Sverigetopplistan)                 | 62              |
| Швейцария (Schweizer Hitparade)            | 91              |
| Великобритания (OCC UK Singles)            | 43              |
| США (Billboard Hot 100)                    | 81              |
| США (Billboard Adult Pop Airplay)          | 36              |
| США (Billboard Pop Airplay)                | 38              |
| США (Rolling Stone Top 100)                | 52              |

## Сертификации и продажи
| Регион | Сертификация | Продажи |
| --- | ------------ | ------- |
| Австралия (ARIA) | Золотой      | 35 000  |
| * Данные о продажах приведены только на основе сертификации. · ^ Данные о тиражах приведены только на основе сертификации. · Данные о продажах + прослушиваниях приведены только на основе сертификации. |              |         |